# پاکستان.
پاکستان. является интернационализированным доменом верхнего уровня для Пакистана.

## История
С начала 2008 года Министерство информационных технологий (MOIT) Пакистана провело ряд семинаров и совещаний по вопросам интернационализированных доменных имён (IDN). К ним относятся первый семинар, проведённый в апреле 2008 года по выбору набора конкретных символов для местных языков Пакистана, и второй семинар, проведённый в мае 2009 года по завершении работы над таблицей языков и подробной информацией об осуществлении IDN на пакистанских языках.
MOIT также сформировал Главный технический комитет, состоящий из соответствующих заинтересованных сторон местных интернет-сообществ, который в октябре 2009 года провёл первое основное совещание Комитета по ДВУ с использованием IDN. Позже в 2010 году были также проведены три совещания подкомитета, на которых рассматривались технические, лингвистические таблицы и вопросы политики.
После вышеупомянутых семинаров и заседаний комитета, 25 октября 2010 года была подана заявка в рамках процесса «Fast Track IDN» ICANN на то, чтобы ДВУ «پاکستان» был признан представляющим Пакистан арабским письмом.
7 января 2011 года обзор, проведённый Группой быстрого отслеживания DNS, показал, что применяемым ДВУ «не представляет собой никакой угрозы стабильности или безопасности DNS, указанной в модуле 4 плана ускоренного отслеживания, и представляет собой приемлемо низкий риск путаницы для пользователей». Впоследствии был удовлетворён запрос о том, чтобы ДВУ «پاکستان» представлял Пакистан.
30 июля 2015 года Министерство информационных технологий подало заявку на делегирование پاکستان. в качестве домена верхнего уровня. Заявка была временно закрыта, а заявитель исправил некоторые недостатки. Затем 22 апреля 2016 года NTC представил новый билет для продолжения запроса делегации.